# Kungaduken

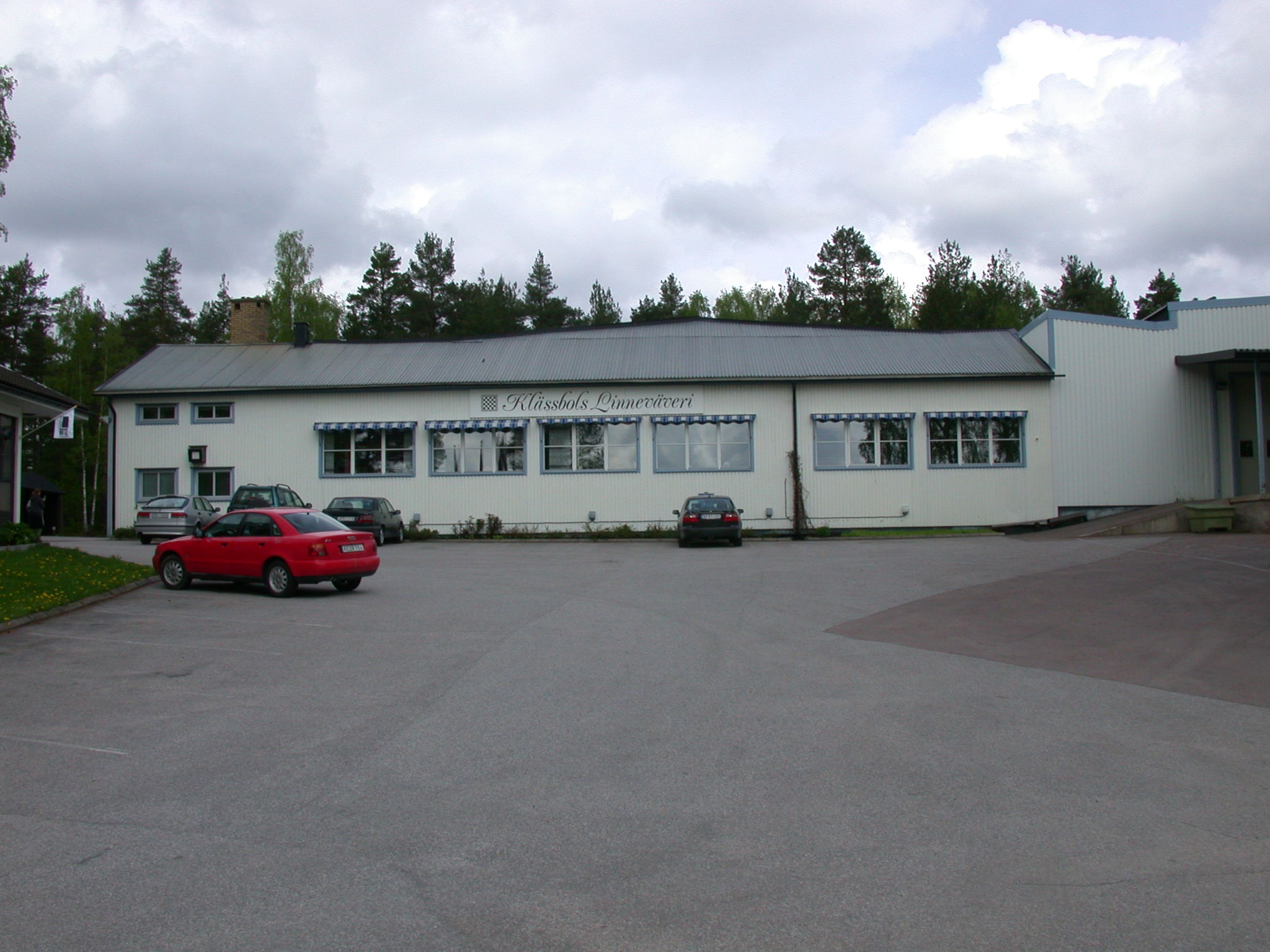
Klässbols linneväveri

Kungaduken är av ett duktyg, som är avsett för den officiella kungliga taffeln i Karl XI:s galleri på Stockholms slott. Den var en gåva från Sveriges Riksdag och regeringen, som  överlämnades av riksdagens dåvarande talman Ingegerd Troedsson till kung Carl XVI Gustaf den 15 september 1993 med anledning av 20-årsfirandet av kungens period som regent.
Duktyget består av sju tre meter breda dukar av åtta meters längd och två dukar av fyra meters längd. I gåvan ingick också 200 servetter. Dukarna är vävda i linnedamast. Varpen är av italienskt lin nr. 50 och inslaget av irländskt lin nr. 60 med en täthet av 40×48 trådar per centimeter.
Mönstret är komponerat av Karin Björquist, med hjälp av Ingrid Dessau. Mönstret består av kungaparets spegelmonogram, med stjärnor runtom, innanför en bård i form av en bred vågrörelse. För vävningen, som skedde för hand under fem års tid, anställde Klässbols linneväveri vävmästaren Hans Thomsson. 